# Archidiecezja Piury
Archidiecezja Piura – archidiecezja rzymskokatolicka w peruwiańskim mieście Piura, będąca diecezją do roku 1966.

## Biskupi i arcybiskupi
- Biskupi:
  - Fortunato Chirichigno Pontolido SDB, 1941–1953
  - Federico Pérez Silva CM, 1953–1955
  - Carlos Alberto Arce Masías, 1957–1963
  - Erasmo Hinojosa Hurtado, 1963–1966
- Arcybiskupi:
  - Erasmo Hinojosa Hurtado, 1966–1977
  - Fernando Vargas Ruiz de Somocurcio SJ, 1978–1980
  - Oscar Rolando Cantuarias Pastor, 1981–2006
  - José Antonio Eguren Anselmi SCV, 2006–2024

## Diecezje podległe
- Diecezja Chachapoyas
- Diecezja Chiclayo
- Diecezja Chulucanas
- Prałatura terytorialna Chota